# Венесуельська академія мови
Венесуельська академія мови (ісп. Academia Venezolana de la Lengua — громадський культурний інститут Венесуели, завданням якого є вивчення стану іспанської мови у Венесуелі та сприяння її подальшому розвитку.
Заснована 10 квітня 1883 указом президента Антоніо Гусмана Бланко , який сам очолив Академію і залишався її президентом до 1899.
Академія є членом Асоціації академій іспанської мови, в рамках асоціації сприяє Королівській академії іспанської мови та іншим організаціям у сфері розвитку іспанської мови, редагування словників іспанської мови (зокрема, у сфері лексикографії – збору лексики венесуельських діалектів та американізмів загалом).

Академія мови має сім робочих комітетів, у тому числі чотири постійних — Лексикографії, Граматики, Літератури та Публікацій, та три тимчасові: Орфографія, Бібліотека та Спеціальні заходи. Крім того, у складі Академії є інститут з вивчення мови (INEL) та консультаційна служба. З 1933 Академія видає офіційний Бюлетень.
Членами Академії мови обираються вчені та громадські діячі, які зробили значний внесок у вивчення та просування іспанської мови. Членами Академії були Рафаель Кальдера, Рамон Веласкес, Рафаель Лукка, Карлос Пачеко та інші.